# Russell J. Dalton
Russell J. Dalton (* 25. Juli 1948) ist ein US-amerikanischer Politikwissenschaftler und Hochschullehrer.

## Leben und Wirken
Russell J. Dalton studierte Politikwissenschaft und schloss dieses Studium 1970 an der University of California at Los Angeles mit dem Bachelorgrad und 1972 an der University of Michigan mit dem Magistergrad ab. Seine Promotion zum Ph.D. erfolgte 1978 an der University of Michigan. Von 1973 bis 1974 bzw. 1976 war er am Inter-University Consortium for Political and Social Research Summer Program der University of Michigan und am Zentralarchiv für empirische Sozialforschung der Universität Köln tätig, wo es vor allem um empirische Wahlforschung ging. Nach einer kurzen Tätigkeit bei der United States Information Agency (1976/77) begann 1977 seine Hochschullehrertätigkeit an der Florida State University, zunächst als wissenschaftlicher Assistent, ab 1982 als außerordentlicher und von 1986 bis 1990 als ordentlicher Professor für Politikwissenschaft. 1992 wechselte er auf eine Professur an der University of California, Irwine. Dort war er von 1995 bis 2004 Gründungsdirektor des „Center for the Study of Democracy“.
In seinen zahlreichen Veröffentlichungen beschäftigt sich Dalton vor allem mit dem politischen Verhalten in Demokratien, sozialen Bewegungen und dem politischen System der Bundesrepublik Deutschland.

## Veröffentlichungen (Auswahl)
- mit Kendall L. Baker und Kai Hildebrandt: Germany transformed. Political culture and the new politics. Harvard University Press, Cambridge, Mass. 1981, ISBN 0-674-35315-3.
- (Mithrsg.): Electoral change in advanced industrial democracies. Realignment or dealignment? Princeton University Press, Princeton, NJ 1984, ISBN 0-691-10165-5.
- Citizen politics in western democracies. Public opinion and political parties in the United States, Great Britain, West Germany, and France. Chatham House Publ., Chatham, NJ 1988, ISBN 0-934540-44-6 (7. Aufl. u.d.T.: Citizen politics. Sage/Congressional Quarterly Press, Los Angeles 2020, ISBN 978-1-5443-7173-3).
- Politics and culture in West Germany. Center for Political Studies, Ann Arbor, Mich. 1988.
- The West German electorate and the party system. Continuity and change in the 1980's. In: Review of politics. Bd. 50 (1988), S. 3–29.
- Politics in West Germany. Scott, Foresman, Glenview, Ill. 1989, ISBN 0-673-39887-0 (2. Aufl. u.d.T.: Politics in Germany. HarperCollins, New York 1993, ISBN 0-673-52244-X).
- (Hrsg.): Challenging the political order. New social and political movements in western democracies. Polity Press, Cambridge 1990, ISBN 0-7456-0749-7.
- (Hrsg.): The new Germany votes. Unification and the creation of the new German party system. Berg, Providence, R.I. 1993, ISBN 0-85496-386-3.
- (Hrsg.): Citizens, protest and democracy (= The Annals of the American Academy of Political and Social Sciences. Bd. 528). Sage, Newbury Park 1993, ISBN 0-8039-5110-8.
- The green rainbow. Environmental groups in Western Europe. Yale University Press, New Haven 1994, ISBN 0-300-05962-0.
- (Hrsg.): Germans divided. The 1994 Bundestag elections and the evolution of the German party system. Berg, Oxford 1996, ISBN 1-85973-165-1.
- (Mitautor): Critical masses. Citizens, nuclear weapons production, and environmental destruction in the United States and Russia. MIT Press, Cambridge, Mass. 1999, ISBN 0-262-04175-8.
- mit Martin P. Wattenberg (Hrsg.): Parties without partisans. Political change in advanced industrial democracies. Oxford University Press, Oxford 2000, ISBN 0-19-924082-5.
- Democratic challenges, democratic choices. The erosion of political support in advanced industrial democracies. Oxford University Press, Oxford 2004, ISBN 0-19-926843-6).
- (Mithrsg.): The Oxford handbook of political behavior. Oxford University Press, Oxford 2007, ISBN 978-0-19-927012-5.
- (Mithrsg.): Party politics in East Asia. Citizens, elections, and democratic development. Lynne Rienner Publ., Boulder, Colo. 2008, ISBN 978-1-58826-570-8.
- mit Doh Chull Shin (Hrsg.): Citizens, democracy, and markets around the Pacific rim. Congruence theory and political culture. Oxford University Press, Oxford 2008, ISBN 978-0-19-929725-2.
- mit Willy Jou: Is there a single German party system? In: Jeffrey J. Anderson (Hrsg.): From the Bonn to the Berlin Republic. Germany at the twentieth anniversary of unification. Berghahn Books, New York 2010, ISBN 978-0-85745-221-4, S. 251–269.
- (Mithrsg.): Political parties and democratic linkage. How parties organize democracy. Oxford University Press, Oxford 2011, ISBN 978-0-19-959935-6.
- mit Christopher J. Anderson (Hrsg.): Citzens, context, and choice. How context shapes citizens' electoral choices. Oxford University Press, Oxford 2011, ISBN 978-0-19-959923-3.
- The apartisan American. Dealignment and changing electoral politics. Sage, Los Angeles 2013, ISBN 978-1-4522-1694-2.
- mit Christian Welzel (Hrsg.): The civic culture transformed. From allegiant to assertive citizens. Cambridge University Press, New York 2014, ISBN 978-1-107-68272-6.
- The good citizen. How a younger generation is reshaping American politics. 2. Auflage. Sage, Los Angeles 2016, ISBN 978-1-5063-1802-8.
- The participation gap. Social status and political inequality. Oxford University Press, Oxford 2017, ISBN 978-0-19-873360-7.
- Political realignment. Economics, culture, and electoral change. Oxford University Press, Oxford 2018, ISBN 978-0-19-883098-6.